# Stazione di Zernez
La stazione di Zernez è la stazione passante della ferrovia dell'Engadina, gestita dalla Ferrovia Retica.
È posta nel centro abitato di Zernez.

## Storia
La stazione entrò in funzione nel 1913 insieme alla tratta Bever-Scuol della linea dell'Engadina della Ferrovia Retica.

## Progetti futuri
Verso la fine dell'ottocento erano in corso due progetti della ferrovia del passo del Forno allo scopo di collegare Zernez e Malles Venosta. Il primo progetto prevedeva che la linea dovesse avere lo scartamento standard, ma non fu mai realizzato a causa della morte di Adolf Guyer-Zeller (progettista della linea) avvenuta nel 1899 e degli alti costi. I lavori non vennero mai avviati. Il secondo progetto, invece, prevedeva che la linea dovesse essere a scartamento ridotto, ma a causa della prima guerra mondiale venne definitivamente abbandonato.  Dal 2006 sono in corso gli studi del terzo progetto della linea del passo del Forno finanziato dal progetto europeo Interreg-III-A che analizzava i costi/benefici di cinque possibili tracciati:
- Malles - Scuol diretto
- Malles - Nauders - Scuol
- Malles - Valchava - Zernez
- Malles - Valchava - Livigno - Zernez